# Paisaje protegido de las Siete Lomas
El paisaje protegido de las Siete Lomas es un paraje natural formado por 1013,90 hectáreas alrededor de los municipios de Güímar, Candelaria y Arafo, en la isla de Tenerife (Canarias, España).

## Características
Se trata de una zona de carácter eminentemente agrario que ocupa una estrecha franja costera en la medianías del Valle de Güímar. Su característica principal es una serie de lomas separadas por barrancos, más o menos encajados, que se extienden de cumbre a mar. La agricultura de autoabastecimiento, de tipo rudimentario y escasamente mecanizada, es la principal actividad socioeconómica del área. Destacan las plantaciones de papas, viñas y árboles frutales, a las que se accede por una compleja red de pistas y senderos. Un elemento de interés es la abandonada central hidroeléctrica del La Hidro, que abastecía de electricidad a la mitad del municipio, utilizando la energía producida por un importante desnivel en la conducción del agua de las galerías de la zona. En la parte alta de las Siete Lomas existe un espeso monte de laurisilva que, aunque un poco deteriorado, es un ejemplo de este tipo de hábitat de la Macaronesia. Las tierras de labor están en su mayoría formada por la capa puzolánica de la gran erupción de Granadilla que cubrió toda la banda sur de la isla. Los agricultores, en un proceso que dura cientos de años han ido abancalado las tierras formando un típico escalonado donde proceden a cosechar.

## Geología
Está constituido mayoritariamente por coladas de tipo basáltico de la Serie III, aunque también se observan depósitos de pumitas de las Series II y III, y series basálticas de mayor antigüedad de la Serie II. Todos estos materiales han aflorado y hoy se muestran al descubierto por acción de la erosión, aunque existen algunos más recientes donde aún, este proceso, no ha podido actuar. Estos materiales pertenecen a las erupciones de Media Montaña (Serie IV) y del volcán de las Arenas o de Arafo acaecida en 1705.

## Vegetación
Predominan, como zona agrícola, las plantaciones de los propios agricultores (viñas, papas, árboles frutales,...). En las coladas más recientes existe una interesante comunidad de líquenes. Estos, que constituyen el primer paso para la formación de suelo se encuentran acompañados en determinadas zonas por ejemplares de pinos (Pinus canariensis) y de vinagreras (Rumex lunaria). No obstante, en las zonas más escarpadas, predominan especies típicas del bosque termófilo y alguna que otra especie en peligro de extinción, como la col de risco (Crambe arborea).

## Fauna
En el apartado faunístico son característicos del lugar los invertebrados ligados a las coladas recientes. También se observa algún ave rapaz como el ratonero común o ‘aguililla’ (Buteo buteo insularum) o el cernícalo vulgar (Falco tinnunculus).